# Asami
Asami（あさみ、1975年3月5日 - ）は、日本の歌手。血液型はAB型。

## 概要
バラエティ番組『ASAYAN』のオーディションに合格し、1996年に音楽ユニットdosのメンバーとしてデビュー。1998年に音楽ユニットTRUE KiSS DESTiNATiONを結成した。その後は一時芸能活動を休止していたが、2005年にソロで復帰を果たした。2013年4月に6人組パフォーマンス集団「BLUE MOON BOO」を結成し、リーダーを務めている。ユニットでの活動の他、Asami名義でミュージカルや舞台にも出演している。

## 来歴
神奈川県相模原市出身。5歳の頃からモダンバレエを始める。1994年、ダンスグループL.S.D(Love Sistar Doll)結成。その後、テレビ東京の番組『ASAYAN』のオーディションに合格し、1996年にdosのメンバーとしてデビュー。しかしdosの活動期間は約1年で終了。
1997年9月、dos featuring asamiとして「10 TO 10」でソロデビュー。
1998年春、小室哲哉と2人組デュオのTRUE KiSS DESTiNATiONを結成。5thシングルからKiss Destinationに改名。
2001年5月、小室と結婚。同年9月に第1子女児の琴梨（ことり）を出産。
2002年3月、小室と離婚。KiSS DESTiNATiONも事実上解散。
2003年、Asami（asm.）名義でソロ活動開始。2004年、レディース服飾ブランド「Aaroma Star」を立ちあげ、デザイン、プロデュースを手がける。
2005年、AsamiとしてKONAMI新レーベル「573Records」よりソロシンガーとしてデビュー。DABO & DAISがプロデュース。2006年秋、倖田來未やSMAPやBoAなどを手がけるD.I（今井大介）、さらには秋元康を迎えアルバムを制作。KONAMIよりユニバーサルミュージックに移籍しリリースされた。
2013年、ダンスレディースユニット「BLUE MOON BOO」を結成、2014年5月28日「BMB♥!!」でデビューを果たした。

## ディスコグラフィー

### シングル
1. Strong Woman featuring DABO（2005年4月6日）DABO&DAIS
2. If You Feel Me?（2005年11月16日）DABO&DAIS

### アルバム
1. BADONKADONK（2006年10月18日）